# 莉布丝公主

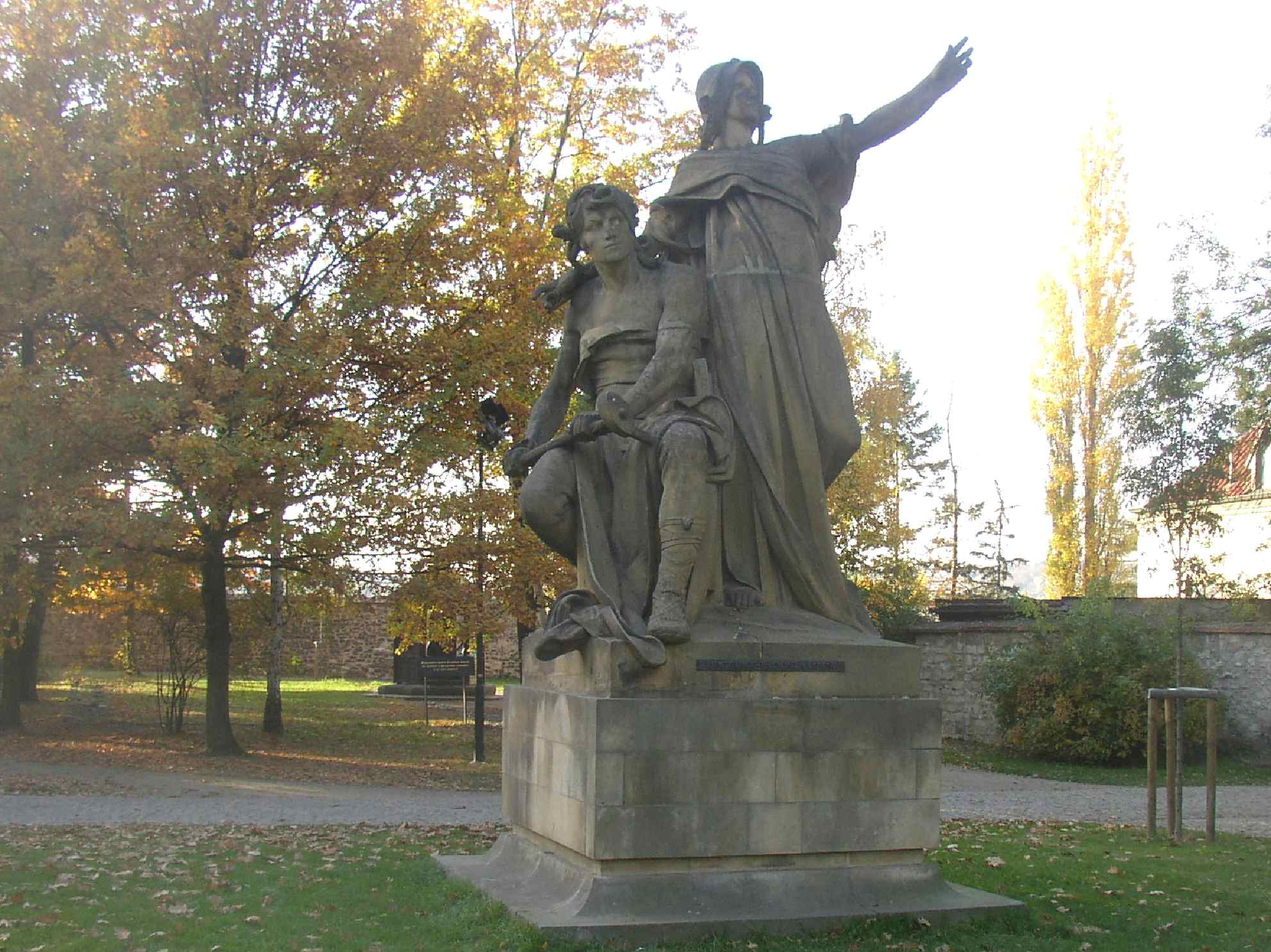
普熱米斯爾和莉布丝，约瑟夫·圣瓦茨拉夫·米斯尔贝克雕塑于1881年，今天的高堡。

莉布丝（德語：Libuscha），又译为黎布瑟，捷克傳說中的女王，被視為普熱米斯爾王朝君主的祖先，也是全體捷克人的祖先。据传说，她是三姐妹（半人半精灵）中最小、但也是最聪明的，在父亲去世后成为女王，她嫁给了一个农夫普熱米斯爾（Přemysl），与他一起建立了普熱米斯爾王朝，并在公元8世纪预言和创建了布拉格城市。

## 传说

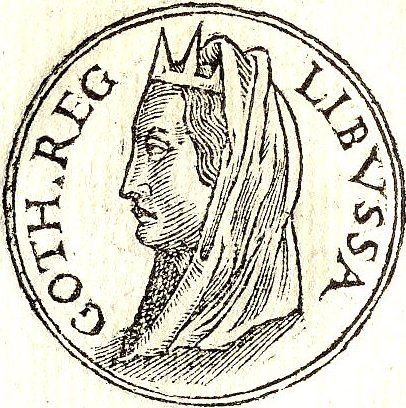
莉布丝，哥特人女王，1553年，黃油圖標標記。

据说莉布丝是传说中的捷克统治者克洛克（Krok）与仙女妻子最小的女儿，也是三姐妹中最聪慧的，二个姐姐分别是巫医卡泽（Kazi）和魔法师泰塔（Teta），而她具有预言未来的天赋，被她的父亲选为继承人。传说她在莉布新城堡（Hradiště Libušín），后来传说是在高堡（Vyšehrad）说了许多预言。
尽管她证明了自己是一位智慧的首领，但部落里的男人还是对被一个女人统治感到不快，要求她结婚，但她已爱上了一位农夫普熱米斯爾。在预示中，她看到了一位脚穿破凉鞋，正在耕田，或其他传说中正在铁桌边吃饭的农夫。她指示她的议员随一匹松缰的马去寻找这位男子，他们跟着马到了斯塔迪斯（Stadice）村，完全如她所说的（无论是耕田，或使用铁犁代表铁桌）找到了普熱米斯爾。二位显贵将普熱米斯爾带到王宫殿，在那里，莉布丝嫁给了他。农夫普熱米斯爾因此而成为统治者。他们相继续生了三个儿子：罗多比尔（Radobýl）、里多密尔（Lidomír）和在捷克延续了普熱米斯爾王朝的涅扎米索（Nezamysl）。
在另一个传說，她吩咐她的议员去找到一个城市，在那里他们会发现，在中午有一个人正用他的牙齿做事。他们动身出发，并在中午发现一个人正在用牙齿锯一块木头，而其它人正在吃；当他们问他正在做什么时，那人回答“布拉”（捷克语“门槛”的意思）。所以，莉布丝将该城市命名为布拉格。

## 艺术作品
十二世紀由一位來自布拉格的牧师科斯马斯曾在他的文学著作《波希尼亚纪事》中，详细记载了莉布丝和普熱米斯爾的故事。
同时，莉布丝这一神话人物也为其它一些文艺作品提供了素材，包括：弗朗茨·格里帕泽的悲剧作品《莉布斯莎》（Libussa）、贝德里赫·斯美塔那的歌剧《里布舍》（原名：Libuše）以及米洛什·乌尔班的小说《Pole a palisáda》。美国戏剧家爱德华·艾因霍恩创作的《鲁道夫二世》中也有莉布丝这一特别的角色。
2009年，一部讲叙莉布丝和普熱米斯爾故事的美捷合拍电影《异教徒皇后》分别在美国和捷克上映。